# 西崎幸広
西崎 幸広（にしざき ゆきひろ、1964年4月13日 - ）は、滋賀県大津市出身の元プロ野球選手（投手）。右投右打。現在は野球解説者、野球指導者、タレント。長女は女優の西崎あや、次女はタレントの西崎莉麻。

## 経歴

### プロ入り前
滋賀県立瀬田工業高等学校に入学し、1年夏にチームは第62回全国高等学校野球選手権大会に出場。県大会ではベンチ入りするが、本大会ではメンバー外となっている。この時、2学年先輩には橘高淳（元阪神捕手ならびにプロ野球審判員）がいた。3年の時に第54回選抜高等学校野球大会に出場し、この大会は背番号「10」ながらも投手の2本柱としてマウンドを踏んでいる。
当初は就職（社会人野球）を希望していたが愛知工業大学へ進学。夜間部に在籍しながらアジア航測でCAD操作のアルバイトをしていた。当時の愛知大学野球リーグの通算最多勝利（37勝）、シーズン最多奪三振（1986年春季95個）、1試合最多奪三振（1986年春季23個対名院大）などの記録を作る。1985年の明治神宮大会で3年生ながらエースとして投げ、準優勝という好成績を収めると翌1986年の明治神宮大会では優勝に導いた。大学の2学年後輩には平井光親がいた。
4年次には地元・滋賀の社会人野球・日本IBM野洲に内定していたが、ドラフト1位であればプロ入りするつもりであったという。1986年のドラフト会議にて日本ハムファイターズは近藤真一を1位指名したがクジを外したため、外れ1位で西崎が1位指名を受けた。ドラフト会議の際は、系列の愛工大名電高校で山崎武司（中日2位指名）と同席し、指名を待っていた。入団決定後は球団のエースナンバーである21を用意される。契約金5800万円、年俸600万円。

### 日本ハム時代
1年目の1987年からキレのいい140km/h後半のストレートと鋭いスライダーを武器に活躍。近鉄バファローズの阿波野秀幸と新人王を争った。勝利数は同じ15で防御率もほぼ同じ、負け数は西崎の方が5つ少なかったが、投球イニングと奪三振で両リーグ最多を記録した阿波野が選出された。しかし通常の年なら新人王に値する成績を残したことが評価され、史上初となるパ・リーグ会長特別賞を受賞した。なお、この年の9月27日対南海ホークス25回戦の練習中に左太腿（内転筋）を肉離れをし、マウンドに上ったが初回で降板。この太腿（内転筋）肉離れが現役時代故障癖となり苦しむ。
1988年は、松浦宏明（日本ハム）・渡辺久信（西武）と並んで最多勝を獲得し、エースの座を不動のものにした。ファン投票選出された1988年のオールスターゲームでは開場間もない本拠地・東京ドームにおける第3戦で同僚の田村藤夫と先発し、打者9人をパーフェクトに抑えた。
実績だけではなく、長身に細身の体型、甘いマスク、お洒落な私服という、そのルックスの良さでも注目を集めるようになり、当時流行していたトレンディドラマになぞらえ、阿波野、西武の渡辺久信、阪急・オリックスの星野伸之と共に「トレンディエース」というニックネームで呼ばれるなど、従来の野球選手像を覆すアイドル的存在として女性を中心に圧倒的な支持を受けた。球団の公式グッズとして、センサー内蔵の「近づくと声の出るポスター」が発売されたり、ファッション雑誌『MEN'S NON-NO』では表紙を飾り特集も組まれるなど、プロ野球選手の枠を超えた活躍も見せた。1989年には中日ドラゴンズのファンが圧倒的に多いとされる愛知県名古屋市などを営業区域としている中部電力が西崎を原子力PR用ポスターのモデルに起用したが、その理由について同社広報室長の社員は、西崎が地元にある愛知工業大学の出身選手であることに加え、同社の営業区域内でも長野県や静岡県などでは中日ファンだけでなく読売ジャイアンツ（巨人）のファンも多いことを挙げている。
阿波野秀幸と比べると、1987年から1990年の合計勝利数はぴったり同じ58勝で、まさにライバルと呼ぶにふさわしい数字が残っている。
1990年代に入ると、長年の登板過多により新人時代に痛めた内転筋の状態も悪化を辿り、成績にも影響しだす。
1991年オフの契約更改交渉後、持っていたセカンドバッグを投げ出し「評価が低すぎる、一歩も引かない」と、日ハム球団の辛口査定と対立した。
1993年には、チームが優勝争いする中、好成績を挙げたが終盤に内転筋を痛め、戦線離脱。あと一歩のところで優勝を逃す。
1995年には、7月5日の西武ライオンズ戦でノーヒットノーランを達成。
1996年には、最多勝争い・最優秀防御率争いに加わりチームの優勝争いに貢献した。
1997年は、2年ぶりに開幕投手として登板したものの4回を終えたところで内転筋を痛め、降板。翌日には一軍登録を抹消。7月に復帰し、約1か月先発ローテーションに入り3勝を挙げたが8月に寝違えで予告先発を回避し、代わりに芝草宇宙が先発登板した（なお、この寝違いは実際は頚椎ヘルニアの重症だったことを後に本人が語っている）。一軍登録を抹消されその後も首脳陣との対立もあり一軍登板することなくシーズンが終了、入団最低の成績で終わる。

### 西武時代
1997年オフにFA交渉を控えた矢先に球団から突如実質戦力外通告とも言える扱いを受け（本人は成績不振もありFA権を行使せずに残留を予定しマスコミにも行使はしないと明言したが、10月3日に日本ハムからFA宣言をしない場合はトレード要員もしくは自由契約にすると通告を受けた）、石井丈裕、奈良原浩との1対2の交換トレードで西武ライオンズへ移籍。日ハム球団は移籍先についてはこれまでの貢献を考慮し、西崎の要望を聞く姿勢であり、西崎は「何とか見返してやりたい」という考えで日ハムと同じパの在京球団であった西武ライオンズを希望した。この話を受けて当時の西武監督であった東尾修は西崎に「オレのところでやれば再起できるぞ」と呼びかけ、半ば球団から戦力外扱いを受けた西崎に対して石井・奈良原両名を出してまで獲得に動いた。東尾は現役時代の自らの背番号である21を与え、翌年オフ入団の期待の新人・松坂大輔にエースの心得を授けるべく、「西崎を手本としろ」と松坂に言っている。
1998年には、頚椎ヘルニアのリハビリもあり、キャンプから別メニューだったが脇腹痛などの故障で更に二軍調整が長引き、満足な働きができず自己ワーストの成績に終わる。しかし同年のシーズンに初出場した横浜ベイスターズとの日本シリーズ第3戦・第4戦でのリリーフ登板での好投がきっかけで1999年には、抑えへ転向し、20セーブを挙げる。松坂のプロ初勝利の際も抑えとして登板し、セーブを記録した（マスコミ注目の松坂の初登板・初勝利がかかった試合だったためプロでも1、2を争う程に緊張したと後に語っている）。
2000年には、主に先発が早々に降板した際に登板する機会が増え、3勝0敗を記録し、7月からは先発にも復帰するなど6勝1敗、防御率も3点台と好成績を残したが、この頃から再び故障がちになる。
2001年は、開幕3試合目に登板したがわずか0回1/3で故障降板、6月末に復帰し、初勝利を記録したがそれが現役最後の勝利に終わり、その後は3連敗を記録したが内容は決して悪いわけでもなく球速は140kmはまだ出ていたので本人は現役続行を考えていたが、この年に監督の東尾が退任。以前東尾が辞める時は自分も辞めると公言してしたため、それを守る形でこの年のシーズン限りで現役を引退。

### 引退後
2002年から2004年にNHK、2005年からは東北放送、北海道放送（2006年まで）、スカイ・A sports+（主に楽天戦の解説、2012年よりJ SPORTSに放映権が移行。その後、日テレプラスに放映権が移行した後、J SPORTSが、再び放映権が移行）、テレビ埼玉などのプロ野球中継で野球解説を担当し、2007年からは、札幌テレビ・STVラジオの解説を務める傍ら、日本ハムOB会副会長を務め、2008年より木田勇に代わり、会長に就任する。
2022年12月21日、ベースボール・チャレンジ・リーグ（ルートインBCリーグ）に所属する埼玉武蔵ヒートベアーズの監督に就任したことが発表された。就任初年となる2023年シーズンにチームは初のリーグ総合優勝を達成した。2024年シーズン終了後の9月15日に同シーズンをもって監督を退任することが発表された。
2025年3月からは社会人野球・ツネイシブルーパイレーツのゼネラルコーディネイターを務める。

## 選手としての特徴
140km/h台中盤から後半のキレの良いストレートを軸にスライダー、カーブ、フォークなどを投げる右の本格派としてプロ入りし、80年代末から90年代にかけて日本ハムのエースピッチャーとして名を馳せた。
最大の武器であった変化球のスライダーは大学時代にレクリエーションでサイドハンドからカーブを投げてみた際に大きな変化をしたため、本来のフォームでも少し調整してスライダーとして試しに投げてみた所、これは使えると感じたという。そして、試行錯誤の末に右打者から三振を奪う用の大きめの変化をするスライダーと、中指でカットする動作を加えることで左打者のインコースに小さく切れ込み、凡打を誘うスライダー（現在で言うカットボール）の二種類を投げ分けることで大きく投球の幅が広がり、更に右打者が腰を引くような軌道からインコースで見逃しを取るスライダー（インスラ）も身に着けたことで明治神宮野球大会で優勝を飾り、「大学球界屈指の好投手」としてプロのスカウトから注目されるようになるまでに成長を遂げた。
また、ストレートは体がバランスよく投げられている時はわずかにスライダー回転をしており（いわゆる真っスラ）、バッティングピッチャーとして登板した西崎の球を実際に打った日本ハムのチームメイトだった片岡篤史は左打者だったため「重い」と感じたという。

## 詳細情報

### 年度別投手成績
| 年 度      | 球 団      | 登 板 | 先 発 | 完 投 | 完 封 | 無 四 球 | 勝 利 | 敗 戦 | セ 丨 ブ | ホ 丨 ル ド | 勝 率 | 打 者 | 投 球 回 | 被 安 打 | 被 本 塁 打 | 与 四 球 | 敬 遠 | 与 死 球 | 奪 三 振 | 暴 投 | ボ 丨 ク | 失 点 | 自 責 点 | 防 御 率 | W H I P |
| ---------- | ---------- | ----- | ----- | ----- | ----- | -------- | ----- | ----- | -------- | ----------- | ----- | ----- | -------- | -------- | ----------- | -------- | ----- | -------- | -------- | ----- | -------- | ----- | -------- | -------- | ------- |
| 1987       | 日本ハム   | 30    | 28    | 16    | 4     | 1        | 15    | 7     | 0        | --          | .682  | 893   | 221.1    | 185      | 20          | 62       | 4     | 5        | 176      | 7     | 0        | 77    | 71       | 2.89     | 1.12    |
| 1988       | 日本ハム   | 29    | 29    | 21    | 4     | 4        | 15    | 11    | 0        | --          | .577  | 983   | 241.2    | 211      | 22          | 73       | 3     | 0        | 181      | 1     | 0        | 74    | 67       | 2.50     | 1.18    |
| 1989       | 日本ハム   | 27    | 27    | 17    | 2     | 2        | 16    | 9     | 0        | --          | .640  | 838   | 208.0    | 160      | 27          | 76       | 1     | 1        | 164      | 2     | 0        | 85    | 82       | 3.55     | 1.13    |
| 1990       | 日本ハム   | 28    | 27    | 10    | 2     | 0        | 12    | 13    | 0        | --          | .480  | 823   | 192.2    | 177      | 28          | 88       | 1     | 3        | 154      | 4     | 0        | 92    | 83       | 3.88     | 1.38    |
| 1991       | 日本ハム   | 19    | 15    | 7     | 1     | 0        | 10    | 6     | 1        | --          | .625  | 486   | 116.2    | 93       | 12          | 53       | 0     | 3        | 70       | 5     | 0        | 48    | 41       | 3.16     | 1.25    |
| 1992       | 日本ハム   | 21    | 16    | 9     | 2     | 1        | 6     | 10    | 0        | --          | .375  | 580   | 136.2    | 129      | 10          | 54       | 1     | 2        | 107      | 1     | 0        | 64    | 62       | 4.08     | 1.34    |
| 1993       | 日本ハム   | 23    | 22    | 17    | 3     | 4        | 11    | 9     | 1        | --          | .550  | 697   | 175.2    | 121      | 13          | 61       | 1     | 3        | 143      | 6     | 0        | 49    | 43       | 2.20     | 1.04    |
| 1994       | 日本ハム   | 25    | 24    | 12    | 2     | 2        | 8     | 14    | 0        | --          | .364  | 789   | 181.0    | 202      | 24          | 64       | 1     | 2        | 151      | 8     | 0        | 87    | 82       | 4.08     | 1.47    |
| 1995       | 日本ハム   | 27    | 27    | 3     | 1     | 0        | 7     | 8     | 0        | --          | .467  | 742   | 177.0    | 140      | 14          | 102      | 2     | 5        | 146      | 4     | 0        | 74    | 71       | 3.61     | 1.37    |
| 1996       | 日本ハム   | 26    | 26    | 5     | 1     | 0        | 14    | 7     | 0        | --          | .667  | 769   | 181.2    | 152      | 17          | 89       | 2     | 4        | 139      | 10    | 0        | 63    | 58       | 2.87     | 1.33    |
| 1997       | 日本ハム   | 8     | 8     | 0     | 0     | 0        | 3     | 3     | 0        | --          | .500  | 173   | 40.1     | 36       | 3           | 23       | 0     | 1        | 23       | 2     | 0        | 18    | 14       | 3.12     | 1.46    |
| 1998       | 西武       | 4     | 1     | 0     | 0     | 0        | 1     | 0     | 0        | --          | 1.000 | 24    | 7.0      | 2        | 0           | 2        | 0     | 0        | 8        | 0     | 0        | 0     | 0        | 0.00     | 0.57    |
| 1999       | 西武       | 33    | 0     | 0     | 0     | 0        | 2     | 1     | 20       | --          | .667  | 149   | 34.1     | 32       | 3           | 14       | 2     | 1        | 36       | 0     | 0        | 13    | 13       | 3.41     | 1.34    |
| 2000       | 西武       | 22    | 8     | 0     | 0     | 0        | 6     | 1     | 0        | --          | .857  | 266   | 59.0     | 57       | 4           | 36       | 2     | 0        | 49       | 3     | 1        | 30    | 25       | 3.81     | 1.58    |
| 2001       | 西武       | 8     | 8     | 0     | 0     | 0        | 1     | 3     | 0        | --          | .250  | 128   | 31.0     | 26       | 3           | 12       | 0     | 0        | 26       | 2     | 0        | 11    | 11       | 3.19     | 1.23    |
| 通算：15年 | 通算：15年 | 330   | 266   | 117   | 22    | 14       | 127   | 102   | 22       | --          | .555  | 8340  | 2004.0   | 1723     | 200         | 809      | 20    | 30       | 1573     | 55    | 1        | 785   | 723      | 3.25     | 1.26    |

- 各年度の太字はリーグ最高

### タイトル
- 最多勝利：1回（1988年）

### 表彰
- ベストナイン：1回（投手部門：1988年）
- ゴールデングラブ賞：2回（投手部門：1988年、1996年）
- パ・リーグ連盟特別表彰：1回（新人特別賞：1987年）
- 月間MVP：4回（1987年8月 投手部門：1989年4月、1993年6月、1996年4月）
- 東京ドームMVP：1回（1989年）

### 記録
初記録
- 初登板：1987年4月11日、対西武ライオンズ2回戦（西武ライオンズ球場）、3回裏に3番手で救援登板、4回2/3を3失点（自責点2）で敗戦投手
- 初奪三振：同上、6回裏に伊東勤から
- 初先発登板：1987年4月16日、対近鉄バファローズ3回戦（後楽園球場）、7回2失点
- 初勝利・初先発勝利・初完投勝利：1987年4月22日、対ロッテオリオンズ2回戦（川崎球場）、9回1失点
- 初完封勝利：1987年8月2日、対西武ライオンズ19回戦（札幌市円山球場）
- 初セーブ：1991年9月8日、対ロッテオリオンズ23回戦（釧路市民球場）、9回裏に2番手で救援登板・完了、1回無失点

節目の記録
- 1000投球回：1992年4月28日、対千葉ロッテマリーンズ4回戦（千葉マリンスタジアム）、1回裏一死目に達成 ※史上245人目
- 1000奪三振：1994年4月9日、対千葉ロッテマリーンズ1回戦（東京ドーム）、4回表に定詰雅彦から ※史上91人目
- 1500投球回：1995年4月22日、対西武ライオンズ5回戦（東京ドーム）、2回表二死目に達成 ※史上140人目
- 100勝：1995年8月18日、対千葉ロッテマリーンズ19回戦（千葉マリンスタジアム）、先発登板で6回1失点 ※史上113人目
- 1500奪三振：2000年4月9日、対オリックス・ブルーウェーブ3回戦（西武ドーム）、7回表に田口壮から ※史上43人目
- 2000投球回：2001年9月8日、対オリックス・ブルーウェーブ26回戦（西武ドーム）、5回表二死目に三輪隆を左飛で達成 ※史上80人目

その他の記録
- ノーヒットノーラン：1995年7月5日、対西武ライオンズ14回戦（東京ドーム） ※史上60人目
- オールスターゲーム出場：7回（1988年、1989年、1990年、1993年、1994年、1995年、1996年） ※1991年も選出されるも出場辞退[20]
- 生涯一軍での打席なし：パリーグのみの在籍であり、DH制導入後（1975～）かつ交流戦未導入時期（～2004）の選手であったため。[21]

### 背番号
- 21（1987年 - 2001年）

## 関連情報

### 出演番組
※特に表記のないものはSTVテレビ。
- STVファイターズLIVE（STVラジオ）
- 次の瞬間、熱くなれ。THE BASEBALL - STV制作の日本ハム戦の解説に限って担当[注 2]。
- ぞっこん!スポーツ - この番組が縁でコンサドーレ札幌（当時）の藤田征也選手と親交を深めた。
- マハトマパンチ（スポーツコーナー　不定期出演）
- J SPORTS STADIUM（J SPORTS） - 主に楽天戦の解説を担当
- ほくほくテレビ（NHK総合（北海道ブロック）、ファイターズコーナー 主に月曜日）
- STVテレビコンサドーレ札幌試合実況中継（ゲスト）
- 1×8いこうよ! - 1×8シニア野球団スーパーアドバイザーとして出演。番組としては、現役当時のユニフォームデザインではなく、北海道日本ハムファイターズのユニフォームという特別仕様。
- スカイ・Aスタジアム（スカイ・A）
- 断然 パ・リーグ主義!!（BS11）
- シューイチ（日本テレビ系、コメンテーターとして不定期出演）
- HAPPY MONDAY BASEBALL 今週のプロ野球とことん予想（BSスカパー、2016年4月 - ）
- 俺の旅番組 #11「西崎幸広 豪華リゾート親子旅」（2016年9月26日、テレビ大阪 ・2016年10月11日、BS12 トゥエルビ）- 次女・莉麻とともに出演。
- しくじり先生 俺みたいになるな!!（テレビ朝日系、2017年5月14日）- 緊急企画「しくじりPTA相談会」に二人の娘とともに出演[22]。
- バーディーラッシュ!!（第3シーズン）（2022年4月5日 - 6月14日、BSフジ）

### 出演CM
- 中部電力（1990年）